# Jada Hart
Jada Myii Hart (ur. 19 marca 1998 w Colton) – amerykańska tenisistka, zwyciężczyni US Open w grze podwójnej dziewcząt z 2016 roku.
Zawodową karierę na kortach rozpoczęła w czerwcu 2012 roku, biorąc udział w turnieju rangi ITF w El Paso.
Jako juniorka została zwyciężczynią US Open w 2016 roku w grze podwójnej dziewcząt (w parze z Eną Shibaharą).
Na koncie ma wygrane dwa turnieje deblowe rangi ITF.

## Finały wielkoszlemowych turniejów juniorskich

### Gra podwójna (1)
| Końcowy wynik | Rok  | Turniej | Nawierzchnia | Partnerka     | Przeciwniczki               | Wynik finału    |
| Zwyciężczyni  | 2016 | US Open | Twarda       | Ena Shibahara | Kayla Day Caroline Dolehide | 4:6, 6:2, 13-11 |